# Barleria volkensii
Barleria volkensii är en akantusväxtart som beskrevs av Gustav Lindau. Barleria volkensii ingår i släktet Barleria och familjen akantusväxter. Inga underarter finns listade i Catalogue of Life.